# Oscar alla miglior scenografia
L'Oscar alla miglior scenografia (Academy Award for Best Production Design) viene assegnato agli scenografi votati come migliori dall'Academy of Motion Picture Arts and Sciences, cioè l'ente che assegna gli Academy Awards, i celebri premi conosciuti in Italia come premi Oscar. Per l'85ª edizione degli Academy Awards, nel 2013, il premio è stato rinominato Oscar al miglior design, in coincidenza con l'Art Directors Branch dell'AMPAS.

## Vincitori e candidati
L'elenco mostra i vincitori di ogni anno, seguito dagli scenografi che hanno ricevuto una nomination. Per ogni scenografo viene indicato il film che gli è valso la candidatura.
Gli anni indicati sono quelli in cui è stato assegnato il premio e non quello in cui è stato diretto il film. Nel 1930 si sono svolte due diverse edizioni del premio, un'ad aprile ed una a novembre, mentre nel 1933 non è stato assegnato alcun premio.
Per maggiori informazioni si veda la voce Cerimonie dei premi Oscar.

### 1920
- 1929
  - William Cameron Menzies - The Dove e Nella tempesta (Tempest)
  - Rochus Gliese - Aurora (Sunrise: A Song of Two Humans)
  - Harry Oliver - Settimo cielo (Seventh Heaven)
- 1930 (aprile)
  - Cedric Gibbons - Il ponte di San Luis Rey (The Bridge of San Luis Rey)
  - Hans Dreier - Lo zar folle (The Patriot)
  - Mitchell Leisen - Dinamite (Dynamite)
  - William Cameron Menzies - Alibi e Il risveglio (The Awakening)
  - Harry Oliver - L'angelo della strada (Street Angel)

### 1930
- 1930 (novembre)
  - Herman Rosse - Il re del jazz (King of Jazz)
  - Hans Dreier - Il principe consorte (The Love Parade)
  - Hans Dreier - Se io fossi re (The Vagabond King)
  - William Cameron Menzies - Cercasi avventura (Bulldog Drummond)
  - Jack Okey - Sally
- 1931
  - Max Rée - I pionieri del west (Cimarron)
  - Richard Day - Whoopee
  - Hans Dreier - Marocco (Morocco)
  - Stephen Goosson e Ralph Hammeras - I prodigi del 2000 (Just Imagine)
  - Anton Grot - Svengali
- 1932
  - Gordon Wiles - Transatlantico (Transatlantic)
  - Richard Day - Un popolo muore (Arrowsmith)
  - Lazare Meerson - A me la libertà! (A nous la liberté)
- 1934
  - William S. Darling - Cavalcata (Cavalcade)
  - Hans Dreier e Roland Anderson - Addio alle armi (A Farewell to Arms)
  - Cedric Gibbons - When Ladies Meet
- 1935
  - Cedric Gibbons e Fredric Hope - La vedova allegra (The Merry Widow)
  - Richard Day - Gli amori di Benvenuto Cellini (The Affairs of Cellini)
  - Van Nest Polglase e Carroll Clark - Cerco il mio amore (The Gay Divorcee)
- 1936
  - Richard Day - L'angelo delle tenebre (The Dark Angel)
  - Hans Dreier e Roland Anderson - I lancieri del Bengala (The Lives of a Bengal Lancer)
  - Van Nest Polglase e Carroll Clark - Cappello a cilindro (Top Hat)
- 1937
  - Richard Day - Infedeltà (Dodsworth)
  - Anton Grot - Avorio nero (Anthony Adverse)
  - William S. Darling - I Lloyds di Londra (Lloyds of London)
  - Cedric Gibbons, Eddie Imazu e Edwin B. Willis - Il paradiso delle fanciulle (The Great Ziegfeld)
  - Perry Ferguson - Sotto i ponti di New York (Winterset)
  - Cedric Gibbons, Fredric Hope e Edwin B. Willis - Giulietta e Romeo (Romeo and Juliet)
  - Albert S. D'Agostino e Jack Otterson - Il magnifico bruto (The Magnificent Brute)
- 1938
  - Stephen Goosson - Orizzonte perduto (Lost Horizon)
  - Carroll Clark - Una magnifica avventura (A Damsel in Distress)
  - Richard Day - Strada sbarrata (Dead End)
  - Cedric Gibbons e William A. Horning - Maria Walewska (Conquest)
  - Wiard Ihnen - Every Day's a Holiday
  - Anton Grot - Emilio Zola (The Life of Emile Zola)
  - Hans Dreier e Roland Anderson - Anime sul mare (Souls at Sea)
  - John Victor Mackay - Mischa il fachiro (Manhattan Merry-Go-Round)
  - William S. Darling e David Hall - Alle frontiere dell'India (Wee Willie Winkie)
  - Lyle Wheeler - Il prigioniero di Zenda (The Prisoner of Zenda)
  - Alexander Toluboff - Modella di lusso (Walter Wanger's Vogues of 1938)
  - Jack Otterson - Parata notturna (You're a Sweetheart)
- 1939
  - Carl J. Weyl - Robin Hood (The Adventures of Robin Hood)
  - Lyle Wheeler - Le avventure di Tom Sawyer (The Adventures of Tom Sawyer)
  - Alexander Toluboff - Un'americana nella casbah (Algiers)
  - Bernard Herzbrun e Boris Leven - La grande strada bianca (Alexander's Ragtime Band)
  - Van Nest Polglase - Girandola (Carefree)
  - Richard Day - Follie di Hollywood (The Goldwyn Follies)
  - Hans Dreier e John B. Goodman - Un vagabondo alla corte di Francia (If I Were King))
  - Jack Otterson - Pazza per la musica (Mad about Music)
  - Stephen Goosson e Lionel Banks - Incantesimo (Holiday)
  - Cedric Gibbons - Maria Antonietta (Marie Antoinette)
  - Charles D. Hall - Gioia di vivere (Merrily We Live)

### 1940
- 1940
  - Lyle R. Wheeler - Via col vento (Gone with the Wind)
  - Hans Dreier e Robert Odell - Beau Geste
  - Charles D. Hall - Capitan Furia (Captain Fury)
  - Jack Otterson e Martin Obzina - Il primo bacio (First Love)
  - Van Nest Polglase e Al Herman - Un grande amore (Love Affair)
  - John Victor Mackay - Cavalcata ardente - La strage di Alamo (Man of Conquest)
  - Lionel Banks - Mr. Smith va a Washington (Mr. Smith Goes to Washington))
  - Anton Grot - Il conte di Essex (The Private Lives of Elizabeth and Essex)
  - William Darling e George Dudley - La grande pioggia (The Rains Came)
  - Alexander Toluboff - Ombre rosse (Stagecoach)
  - Cedric Gibbons e William A. Horning - Il mago di Oz (The Wizard of Oz)
  - James Basevi - La voce nella tempesta (Wuthering Heights)
- 1941
  - Bianco e nero
    - Cedric Gibbons e Paul Groesse - Orgoglio e pregiudizio (Pride and Prejudice)
    - Hans Dreier e Robert Usher - Arrivederci in Francia (Arise, My Love)
    - Lionel Banks e Robert Peterson - Arizona
    - John Otterson - Hellzapopping in Grecia (The Boys from Syracuse)
    - John Victor Mackay - La belva umana (Dark Command)
    - Alexander Golitzen - Il prigioniero di Amsterdam (Foreign Correspondent)
    - Richard Day e Joseph C. Wright - Il romanzo di Lillian Russell (Lillian Russell))
    - Van Nest Polglase e Mark-Lee Kirk - Le mie due mogli (My Favorite Wife)
    - John DuCasse Schulze - Figlio, figlio mio! (My Son, My Son)
    - Lewis J. Rachmil - La nostra città (Our Town)
    - Lyle R. Wheeler - Rebecca - La prima moglie (Rebecca)
    - Anton Grot - Lo sparviero del mare (The Sea Hawk)
    - James Basevi - L'uomo del west (The Westerner)

  - Colore
    - Vincent Korda - Il ladro di Bagdad (The Thief of Bagdad)
    - Cedric Gibbons e John S. Detlie - Tzigana (Bitter Sweet)
    - Richard Day e Joseph C. Wright - Notti argentine (Down Argentine Way)
    - Hans Dreier e Roland Anderson - Giubbe rosse (North West Mounted Police)
- 1942
  - Bianco e nero
    - Richard Day, Nathan Juran e Thomas Little - Com'era verde la mia valle (How Green Was My Valley)
    - Perry Ferguson, Van Nest Polglase, Al Fields e Darrell Silvera - Quarto potere (Citizen Kane)
    - Martin Obzina, Jack Otterson e Russell A. Gausman - L'ammaliatrice (The Flame of New Orleans)
    - Hans Dreier, Robert Usher e Sam Comer - La porta d'oro (Hold Back the Dawn)
    - Lionel Banks e George Montgomery - Tenebre (Ladies in Retirement)
    - Stephen Goosson e Howard Bristol - Piccole volpi (The Little Foxes)
    - John Hughes e Fred MacLean - Il sergente York (Sergeant York)
    - John DuCasse Schulze e Edward G. Boyle - Il figlio di Monte Cristo (The Son of Monte Cristo)
    - Alexander Golitzen e Richard Irvine - Inferno nel deserto (Sundown)
    - Vincent Korda e Julia Heron - Lady Hamilton (That Hamilton Woman)
    - Cedric Gibbons, Randall Duell e Edwin B. Willis - Quando le signore si incontrano (When Ladies Meet)

  - Colore
    - Cedric Gibbons, Urie McCleary e Edwin B. Willis - Fiori nella polvere (Blossoms in the Dust)
    - Richard Day, Joseph C. Wright e Thomas Little - Sangue e arena (Blood and Sand)
    - Raoul Pène Du Bois e Stephen A. Seymour - Il Re della Louisiana (Louisiana Purchase)
- 1943
  - Bianco e nero
    - Richard Day, Joseph C. Wright e Thomas Little - Sono un disertore (This above All)
    - Max Parker, Mark-Lee Kirk e Casey Roberts - Mia moglie ha sempre ragione (George Washington Slept Here)
    - Albert S. D'Agostino, Darrell Silvera e Al Fields - L'orgoglio degli Amberson (The Magnificent Ambersons)
    - Perry Ferguson e Howard Bristol - L'idolo delle folle (The Pride of the Yankees)
    - Cedric Gibbons, Randall Duell, Edwin B. Willis e Jack Moore - Prigionieri del passato (Random Harvest)
    - Boris Leven - I misteri di Shanghai (The Shanghai Gesture)
    - Ralph Berger e Emile Kuri - Rivalità (Silver Queen)
    - Jack Otterson, John B. Goodman, Russell A. Gausman e Edward R. Robinson - I cacciatori dell'oro (The Spoilers)
    - Hans Dreier, Roland Anderson e Sam Comer - Segretario a mezzanotte (Take a Letter, Darling)
    - Lionel Banks, Rudolph Sternad e Fay Babcock - Un evaso ha bussato alla porta (The Talk of the Town)

  - Colore
    - Richard Day, Joseph C. Wright e Thomas Little - Follie di New York (My Gal Sal)
    - Jack Otterson, Alexander Golitzen, Russell A. Gausman e Ira S. Webb - Le mille e una notte (Arabian Nights)
    - Ted Smith e Casey Roberts - Captains of the Clouds (Captains of the Clouds)
    - Vincent Korda e Julia Heron - Il libro della jungla (Jungle Book)
    - Hans Dreier, Roland Anderson e George Sawley - Vento selvaggio (Reap the Wild Wind)
- 1944
  - Bianco e nero
    - James Basevi, William Darling e Thomas Little - Bernadette (The Song of Bernadette)
    - Hans Dreier, Ernst Fegté e Bertram Granger - I cinque segreti del deserto (Five Graves to Cairo)
    - Albert S. D'Agostino, Carroll Clark, Darrell Silvera e Harley Miller - Aquile sul Pacifico (Flight for Freedom)
    - Cedric Gibbons, Paul Groesse, Edwin B. Willis e Hugh Hunt - Madame Curie
    - Carl Weyl e George J. Hopkins - Mission to Moscow (Mission to Moscow)
    - Perry Ferguson e Howard Bristol - Fuoco a oriente (The North Star)

  - Colore
    - John B. Goodman, Alexander Golitzen, Russell A. Gausman e Ira S. Webb - Il fantasma dell'Opera (Phantom of the Opera)
    - Hans Dreier, Haldane Douglas e Bertram Granger - Per chi suona la campana (For Whom the Bell Tolls)
    - James Basevi, Joseph C. Wright e Thomas Little - Banana split (The Gang's All Here)
    - John Hughes, John Koenig e George J. Hopkins - This Is the Army (This Is the Army)
    - Cedric Gibbons, Daniel Cathcart, Edwin B. Willis e Jacques Mersereau - La parata delle stelle (Thousands Cheer)
- 1945
  - Bianco e nero
    - Cedric Gibbons, William Ferrari, Edwin B. Willis e Paul Huldschinsky - Angoscia (Gaslight)
    - Lionel Banks, Walter Holscher e Joseph Kish - Address Unknown
    - John J. Hughes e Fred MacLean - Il pilota del Mississippi (The Adventures of Mark Twain)
    - Perry Ferguson e Julia Heron - Le tre donne di Casanova (Casanova Brown)
    - Lyle Wheeler, Leland Fuller e Thomas Little - Vertigine (Laura)
    - Hans Dreier, Robert Usher e Sam Comer - Non c'è tempo per l'amore (No Time for Love)
    - Mark-Lee Kirk e Victor A. Gangelin - Da quando te ne andasti (Since You Went Away)
    - Albert S. D'Agostino, Carroll Clark, Darrell Silvera e Claude Carpenter - Hotel Mocambo (Step Lively)

  - Colore
    - Wiard Ihnen e Thomas Little - Wilson (Wilson)
    - John B. Goodman, Alexander Golitzen, Russell A. Gausman e Ira S. Webb - La voce magica (The Climax)
    - Lionel Banks, Cary Odell e Fay Babcock - Fascino (Cover Girl)
    - Charles Novi e Jack McConaghy - Il canto del deserto (The Desert Song)
    - Cedric Gibbons, Daniel B. Cathcart, Edwin B. Willis e Richard Pefferle - Kismet
    - Hans Dreier, Raoul Pene Du Bois e Ray Moyer - Le schiave della città (Lady in the Dark)
    - Ernst Fegté e Howard Bristol - Il pirata e la principessa (The Princess and the Pirate)
- 1946
  - Bianco e nero
    - Wiard Ihnen e A. Roland Fields - Sangue sul sole (Blood on the Sun)
    - Albert S. D'Agostino, Jack Okey, Darrell Silvera e Claude Carpenter - Schiava del male (Experiment Perilous)
    - James Basevi, William Darling, Thomas Little e Frank E. Hughes - Le chiavi del Paradiso (The Keys of the Kingdom)
    - Hans Dreier, Roland Anderson, Sam Comer e Ray Moyer - Gli amanti del sogno (Love Letters)
    - Cedric Gibbons, Hans Peters, Edwin B. Willis, Hugh Hunt e John Bonar - Il ritratto di Dorian Gray (The Picture of Dorian Gray)

  - Colore
    - Hans Dreier, Ernst Fegté e Sam Comer - L'avventura viene dal mare (Frenchman's Creek)
    - Lyle Wheeler, Maurice Ransford e Thomas Little - Femmina folle (Leave Her to Heaven)
    - Cedric Gibbons, Urie McCleary, Edwin B. Willis e Mildred Griffiths - Gran Premio (National Velvet)
    - Ted Smith e Jack McConaghy - Duello a San Antonio (San Antonio)
    - Stephen Goosson, Rudolph Sternad e Frank Tuttle - Notti d'oriente (A Thousand and One Nights)
- 1947
  - Bianco e nero
    - Lyle Wheeler, William Darling, Thomas Little e Frank E. Hughes - Anna e il re del Siam (Anna and the King of Siam)
    - Hans Dreier, Walter Tyler, Sam Comer e Ray Moyer - Kitty
    - Richard Day, Nathan Juran, Thomas Little e Paul S. Fox - Il filo del rasoio (The Razor's Edge)

  - Colore
    - Cedric Gibbons, Paul Groesse e Edwin B. Willis - Il cucciolo (The Yearling)
    - John Bryan - Cesare e Cleopatra (Caesar and Cleopatra)
    - Paul Sheriff e Carmen Dillon - Enrico V (Henry V)
- 1948
  - Bianco e nero
    - John Bryan e Wilfred Shingleton - Grandi speranze (Great Expectations)
    - Lyle Wheeler, Maurice Ransford, Thomas Little e Paul S. Fox - La superba creola (The Foxes of Harrow)

  - Colore
    - Alfred Junge - Narciso nero (Black Narcissus)
    - Robert M. Haas e George James Hopkins - Vita col padre (Life with Father)
- 1949
  - Bianco e nero
    - Roger K. Furse e Carmen Dillon - Amleto (Hamlet)
    - Robert Haas e William Wallace - Johnny Belinda

  - Colore
    - Hein Heckroth e Arthur Lawson - Scarpette rosse (The Red Shoes)
    - Richard Day, Edwin Casey Roberts e Joseph Kish - Giovanna d'Arco (Joan of Arc)

### 1950
- 1950
  - Bianco e nero
    - Harry Horner, John Meehan e Emile Kuri - L'ereditiera (The Heiress)
    - Lyle Wheeler, Joseph C. Wright, Thomas Little e Paul S. Fox - Le due suore (Come to the Stable)
    - Cedric Gibbons, Jack Martin Smith, Edwin B. Willis e Richard A. Pefferle - Madame Bovary

  - Colore
    - Cedric Gibbons, Paul Groesse, Edwin B. Willis e Jack D. Moore - Piccole donne (Little Women)
    - Jim Morahan, William Kellner e Michael Relph - Sarabanda tragica (Saraband for Dead Lovers)
    - Edward Carrere e Lyle Reifsnider - Le avventure di Don Giovanni (The Adventures of Don Juan)
- 1951
  - Bianco e nero
    - Hans Dreier, John Meehan, Sam Comer e Ray Moyer - Viale del tramonto (Sunset Blvd.)
    - Lyle Wheeler, George W. Davis, Thomas Little e Walter M. Scott - Eva contro Eva (All about Eve)
    - Cedric Gibbons, Hans Peters, Edwin B. Willis e Hugh Hunt - Il Danubio rosso (The Red Danube)

  - Colore
    - Hans Dreier, Walter Tyler, Sam Comer e Ray Moyer - Sansone e Dalila (Samson and Delilah)
    - Cedric Gibbons, Paul Groesse, Edwin B. Willis e Richard A. Pefferle - Anna prendi il fucile (Annie Get Your Gun)
    - Ernst Fegté e George Sawley - Uomini sulla Luna (Destination Moon)
- 1952
  - Bianco e nero
    - Richard Day e George James Hopkins - Un tram che si chiama Desiderio (A Streetcar Named Desire)
    - Lyle Wheeler, Leland Fuller, Thomas Little e Fred J. Rode - La quattordicesima ora (Fourteen Hours)
    - Lyle Wheeler, John DeCuir, Thomas Little e Paul S. Fox - Ho paura di lui (House on Telegraph Hill)
    - D'Eaubonne - La Ronde - Il piacere e l'amore (La Ronde)
    - Cedric Gibbons, Paul Groesse, Edwin B. Willis e Jack D. Moore - L'ingenua maliziosa (Too Young to Kiss)

  - Colore
    - Cedric Gibbons, Preston Ames, Edwin B. Willis e Keogh Gleason - Un americano a Parigi (An American in Paris)
    - Lyle Wheeler, George Davis, Thomas Little e Paul S. Fox - Davide e Betsabea (David and Bathsheba)
    - Lyle Wheeler, Leland Fuller, Joseph C. Wright, Thomas Little e Walter M. Scott - Divertiamoci stanotte (On the Riviera)
    - William A. Horning, Cedric Gibbons, Edward Carfagno e Hugh Hunt - Quo vadis (Quo Vadis)
    - Hein Heckroth - I racconti di Hoffmann (The Tales of Hoffmann)
- 1953
  - Bianco e nero
    - Cedric Gibbons, Edward Carfagno, Edwin B. Willis e Keogh Gleason - Il bruto e la bella (The Bad and the Beautiful)
    - Hal Pereira, Roland Anderson e Emile Kuri - Gli occhi che non sorrisero (Carrie)
    - Lyle Wheeler, John DeCuir e Walter M. Scott - Mia cugina Rachele (My Cousin Rachel)
    - So Matsuyama e H. Motsumoto - Rashōmon
    - Lyle Wheeler, Leland Fuller, Thomas Little e Claude Carpenter - Viva Zapata!

  - Colore
    - Paul Sheriff e Marcel Vertes - Moulin Rouge
    - Richard Day, Clave e Howard Bristol - Il favoloso Andersen (Hans Christian Andersen)
    - Cedric Gibbons, Paul Groesse, Edwin B. Willis e Arthur Krams - La vedova allegra (The Merry Widow)
    - Frank Hotaling, John McCarthy Jr. e Charles Thompson - Un uomo tranquillo (The Quiet Man)
    - Lyle Wheeler, John DeCuir, Thomas Little e Paul S. Fox - Le nevi del Chilimangiaro (The Snows of Kilimanjaro)
- 1954
  - Bianco e nero
    - Cedric Gibbons, Edward Carfagno, Edwin B. Willis e Hugh Hunt - Giulio Cesare (Julius Caesar)
    - Fritz Maurischat e Paul Markwitz - Martin Lutero (Martin Luther)
    - Lyle Wheeler, Leland Fuller e Paul S. Fox - Schiava e signora (The President's Lady)
    - Hal Pereira e Walter Tyler - Vacanze romane (Roman Holiday)
    - Lyle Wheeler, Maurice Ransford e Stuart Reiss - Titanic

  - Colore
    - Lyle Wheeler, George W. Davis, Walter M. Scott e Paul S. Fox - La tunica (The Robe)
    - Alfred Junge, Hans Peters e John Jarvis - I cavalieri della tavola rotonda (Knights of the Round Table)
    - Cedric Gibbons, Paul Groesse, Edwin B. Willis e Arthur Krams - Lilì (Lili)
    - Cedric Gibbons, Preston Ames, Edward Carfagno, Gabriel Scognamillo, Edwin B. Willis, Keogh Gleason, Arthur Krams e Jack D. Moore - Storia di tre amori (The Story of Three Loves)
    - Cedric Gibbons, Urie McCleary, Edwin B. Willis e Jack D. Moore - La Regina vergine (Young Bess)
- 1955
  - Bianco e nero
    - Richard Day - Fronte del porto (On the Waterfront)
    - Hal Pereira, Roland Anderson, Sam Comer e Grace Gregory - La ragazza di campagna (The Country Girl)
    - Cedric Gibbons, Edward Carfagno, Edwin B. Willis e Emile Kuri - La sete del potere (Executive Suite)
    - Max Ophüls - Il piacere (Le Plaisir)
    - Hal Pereira, Walter Tyler, Sam Comer e Ray Moyer - Sabrina

  - Colore
    - John Meehan e Emile Kuri - Ventimila leghe sotto i mari (20,000 Leagues under the Sea)
    - Cedric Gibbons, Preston Ames, Edwin B. Willis e Keogh Gleason - Brigadoon
    - Malcolm Bert, Gene Allen, Irene Sharaff e George James Hopkins - È nata una stella (A Star Is Born)
    - Lyle Wheeler, Leland Fuller, Walter M. Scott e Paul S. Fox - Désirée (Désirée)
    - Hal Pereira, Roland Anderson, Sam Comer e Ray Moyer - Giarrettiere rosse (Red Garters)
- 1956
  - Bianco e nero
    - Hal Pereira, Tambi Larsen, Sam Comer e Arthur Krams - La rosa tatuata (The Rose Tattoo)
    - Cedric Gibbons, Malcolm Brown, Edwin B. Willis e Hugh B. Hunt - Piangerò domani (I'll Cry Tomorrow)
    - Cedric Gibbons, Randall Duell, Edwin B. Willis e Henry Grace - Il seme della violenza (Blackboard Jungle)
    - Joseph C. Wright e Darrell Silvera - L'uomo dal braccio d'oro (The Man with the Golden Arm)
    - Edward S. Haworth, Walter Simonds e Robert Priestley - Marty, vita di un timido (Marty)

  - Colore
    - William Flannery, William Flannery e Robert Priestley - Picnic
    - Lyle Wheeler, John DeCuir, Walter M. Scott e Paul S. Fox - Papà Gambalunga (Daddy Long Legs)
    - Oliver Smith, Joseph C. Wright e Howard Bristol - Bulli e pupe (Guys and Dolls)
    - Lyle Wheeler, George W. Davis, Walter M. Scott e Jack Stubbs - L'amore è una cosa meravigliosa (Love Is a Many-Splendored Thing)
    - Hal Pereira, Joseph McMillan Johnson, Sam Comer e Arthur Krams - Caccia al ladro (To Catch a Thief)
- 1957
  - Bianco e nero
    - Cedric Gibbons, Malcolm F. Brown, Edwin B. Willis e Keogh Gleason - Lassù qualcuno mi ama (Somebody Up There Likes Me)
    - Takashi Matsuyama - I sette samurai (Shichinin no samurai)
    - Hal Pereira, A. Earl Hedrick, Sam Comer e Frank McKelvy - Anche gli eroi piangono (The Proud and the Profane)
    - Ross Bellah, William Kiernan e Louis Diage - Una Cadillac tutta d'oro (The Solid Gold Cadillac)
    - Lyle R. Wheeler, Jack Martin Smith, Walter M. Scott e Stuart A. Reiss - Gioventù ribelle (Teenage Rebel)

  - Colore
    - Lyle R. Wheeler, John DeCuir, Walter M. Scott e Paul S. Fox - Il re ed io (The King and I)
    - James W. Sullivan, Ken Adam e Ross J. Dowd - Il giro del mondo in 80 giorni (Around the World in 80 Days)
    - Boris Leven e Ralph S. Hurst - Il gigante (Giant)
    - Cedric Gibbons, Hans Peters, Preston Ames, Edwin B. Willis e Keogh Gleason - Brama di vivere (Lust for Life)
    - Hal Pereira, Walter H. Tyler, Albert Nozaki, Sam Comer e Ray Moyer - I dieci comandamenti (The Ten Commandments)
- 1958
  - Ted Haworth e Robert Priestley - Sayonara
  - William A. Horning, Gene Allen, Edwin B. Willis e Richard Pefferle - Les Girls
  - Hal Pereira, George W. Davis, Sam Comer e Ray Moyer - Cenerentola a Parigi (Funny Face)
  - Walter Holscher, William Kiernan e Louis Diage - Pal Joey
  - William A. Horning, Urie McCleary, Edwin B. Willis e Hugh Hunt - L'albero della vita (Raintree County)
- 1959
  - William A. Horning, Keogh Gleason, Henry Grace e Preston Ames - Gigi
  - Cary Odell e Louis Diage - Una strega in paradiso (Bell, Book and Candle)
  - Malcolm Bert e George James Hopkins - La signora mia zia (Auntie Mame)
  - Lyle R. Wheeler, John DeCuir, Walter M. Scott e Paul S. Fox - Un certo sorriso (A Certain Smile)
  - Hal Pereira, Henry Bumstead, Sam Comer e Frank McKelvy - La donna che visse due volte (Vertigo)

### 1960
- 1960
  - Bianco e nero
    - Lyle R. Wheeler, George W. Davis, Walter M. Scott e Stuart A. Reiss - Il diario di Anna Frank (The Diary of Anne Frank)
    - Hal Pereira, Walter Tyler, Sam Comer e Arthur Krams - Il prezzo del successo (Career)
    - Carl Anderson e William Kiernan - Addio Dott. Abelman! (The Last Angry Man)
    - Ted Haworth e Edward G. Boyle - A qualcuno piace caldo (Some Like It Hot)
    - Oliver Messel, William Kellner e Scot Slimon - Improvvisamente, l'estate scorsa (Suddenly, Last Summer)

  - Colore
    - William A. Horning, Edward Carfagno e Hugh Hunt - Ben-Hur
    - John DeCuir e Julia Heron - Il grande pescatore (The Big Fisherman)
    - Lyle R. Wheeler, Franz Bachelin, Herman A. Blumenthal, Walter M. Scott e Joseph Kish - Viaggio al centro della Terra (Journey to the Center of the Earth)
    - William A. Horning, Robert Boyle, Merrill Pye, Henry Grace e Frank McKelvy - Intrigo internazionale (North by Northwest)
    - Richard H. Riedel, Russell A. Gausman e Ruby R. Levitt - Il letto racconta (Pillow Talk)
- 1961
  - Bianco e nero
    - Alexander Trauner e Edward G. Boyle - L'appartamento (The Apartment)
    - Joseph McMillan Johnson, Kenneth A. Reid e Ross Dowd - Un adulterio difficile (The Facts of Life)
    - Joseph Hurley, Robert Clatworthy e George Milo - Psyco (Psycho)
    - Tom Morahan e Lionel Couch - Figli e amanti (Sons and Lovers)
    - Hal Pereira, Walter Tyler, Sam Comer e Arthur Krams - Un Marziano sulla Terra (Visit to a Small Planet)

  - Colore
    - Alexander Golitzen, Eric Orbom, Russell A. Gausman e Julia Heron - Spartacus
    - George W. Davis, Addison Hehr, Henry Grace, Hugh Hunt e Otto Siegel - Cimarron
    - Hal Pereira, Roland Anderson, Sam Comer e Arrigo Breschi - La baia di Napoli (It Started in Naples)
    - Ted Haworth e William Kiernan - Pepe
    - Edward Carrere e George James Hopkins - Sunrise at Campobello
- 1962
  - Bianco e nero
    - Harry Horner e Gene Callahan - Lo spaccone (The Hustler)
    - Carroll Clark, Emile Kuri e Hal Gausman - Un professore fra le nuvole (The Absent Minded Professor)
    - Fernando Carrere e Edward G. Boyle - Quelle due (The Children's Hour)
    - Rudolph Sternad e George Milo - Vincitori e vinti (Judgment at Nuremberg)
    - Piero Gherardi - La dolce vita

  - Colore
    - Boris Leven e Victor A. Gangelin - West Side Story
    - Hal Pereira, Roland Anderson, Sam Comer e Ray Moyer - Colazione da Tiffany (Breakfast at Tiffany's)
    - Veniero Colasanti e John Moore - El Cid
    - Alexander Golitzen, Joseph C. Wright e Howard Bristol - Fior di loto (Flower Drum Song)
    - Hal Pereira, Walter Tyler, Sam Comer e Arthur Krams - Estate e fumo (Summer and Smoke)
- 1963
  - Bianco e nero
    - Alexander Golitzen, Henry Bumstead e Oliver Emert - Il buio oltre la siepe (To Kill a Mockingbird)
    - Joseph C. Wright, George James Hopkins - I giorni del vino e delle rose (Days of Wine and Roses)
    - Ted Haworth, Leon Barsacq, Vincent Korda e Gabriel Bechir - Il giorno più lungo (The Longest Day)
    - George W. Davis, Edward Carfagno, Henry Grace e Dick Pefferle - Rodaggio matrimoniale (Period of Adjustment)
    - Hal Pereira, Roland Anderson, Sam Comer e Frank R. McKelvy - Pranzo di Pasqua (The Pigeon that Took Rome)

  - Colore
    - John Box, John Stoll e Dario Simoni - Lawrence d'Arabia (Lawrence of Arabia)
    - Paul Groesse e George James Hopkins - Capobanda (The Music Man)
    - George W. Davis, Joseph McMillan Johnson, Henry Grace e Hugh Hunt - Gli ammutinati del Bounty (Mutiny on the Bounty)
    - George W. Davis, Edward Carfagno, Dick Pefferle e Henry Grace - Avventura nella fantasia (The Wonderful World of the Brothers Grimm)
    - Alexander Golitzen, Robert Clatworthy e George Milo - Il visone sulla pelle (That Touch of Mink)
- 1964
  - Bianco e nero
    - Gene Callahan - Il ribelle dell'Anatolia (America America)
    - Piero Gherardi - 8½
    - Hal Pereira, Tambi Larsen, Sam Comer e Robert Benton - Hud il selvaggio (Hud)
    - Hal Pereira, Roland Anderson, Sam Comer e Grace Gregory - Strano incontro (Love with the Proper Stranger)
    - George W. Davis, Paul Groesse, Henry Grace e Hugh Hunt - La notte del delitto (Twilight of Honor)

  - Colore
    - John DeCuir, Jack Martin Smith, Hilyard Brown, Herman Blumenthal, Elven Webb, Maurice Pelling, Boris Juraga, Walter M. Scott, Paul S. Fox e Ray Moyer - Cleopatra
    - Lyle Wheeler e Gene Callahan - Il cardinale (The Cardinal)
    - Hal Pereira, Roland Anderson, Sam Comer e James Payne - Alle donne ci penso io (Come Blow Your Horn)
    - George W. Davis, William Ferrari, Addison Hehr, Henry Grace, Don Greenwood Jr. e Jack Mills - La conquista del West (How the West Was Won)
    - Ralph Brinton, Ted Marshall, Jocelyn Herbert e Josie MacAvin - Tom Jones
- 1965
  - Bianco e nero
    - Vassilis Fotopoulos - Zorba il greco (Alexis Zorbas)
    - George W. Davis, Hans Peters, Elliot Scott, Henry Grace e Robert R. Benton - Tempo di guerra, tempo d'amore (The Americanization of Emily)
    - William Glasgow e Raphael Bretton - Piano... piano, dolce Carlotta (Hush...Hush, Sweet Charlotte)
    - Stephen Grimes - La notte dell'iguana (The Night of the Iguana)
    - Cary Odell e Edward G. Boyle - Sette giorni a maggio (Seven Days in May)

  - Colore
    - Gene Allen, Cecil Beaton e George James Hopkins - My Fair Lady
    - John Bryan, Maurice Carter, Robert Cartwright e Robert Cartwright - Becket e il suo re (Becket)
    - Carroll Clark, William H. Tuntke, Emile Kuri e Hal Gausman - Mary Poppins
    - George W. Davis, Preston Ames, Henry Grace e Hugh Hunt - Voglio essere amata in un letto d'ottone (The Unsinkable Molly Brown)
    - Jack Martin Smith, Ted Haworth, Walter M. Scott e Stuart A. Reiss - La signora e i suoi mariti (What a Way to Go!)
- 1966
  - Bianco e nero
    - Robert Clatworthy e Joseph Kish - La nave dei folli (Ship of Fools)
    - Robert Emmet Smith e Frank Tuttle - Qualcuno da odiare (King Rat)
    - George W. Davis, Urie McCleary, Henry Grace e Charles S. Thompson - Incontro al Central Park (A Patch of Blue)
    - Hal Pereira, Jack Poplin, Robert Benton e Joseph Kish - La vita corre sul filo (The Slender Thread)
    - Hal Pereira, Tambi Larsen, Edward Marshall e Josie MacAvin - La spia che venne dal freddo (The Spy Who Came In from the Cold)

  - Colore
    - John Box, Terry Marsh e Dario Simoni - Il dottor Zivago (Doctor Zhivago)
    - John DeCuir, Jack Martin Smith e Dario Simoni - Il tormento e l'estasi (The Agony and the Ecstasy)
    - Richard Day, William Creber, David Hall, Ray Moyer, Fred MacLean e Norman Rockett - La più grande storia mai raccontata (The Greatest Story Ever Told)
    - Robert Clatworthy e George James Hopkins - Lo strano mondo di Daisy Clover (Inside Daisy Clover)
    - Boris Leven, Walter M. Scott e Ruby Levitt - Tutti insieme appassionatamente (The Sound of Music)
- 1967
  - Bianco e nero
    - Richard Sylbert e George James Hopkins - Chi ha paura di Virginia Woolf? (Who's Afraid of Virginia Woolf?)
    - Robert Luthardt e Edward G. Boyle - Non per soldi... ma per denaro (The Fortune Cookie)
    - Luigi Scaccianoce - Il Vangelo secondo Matteo (Il Vangelo secondo Matteo)
    - Willy Holt, Marc Frederix e Pierre Guffroy - Parigi brucia? (Paris brûle-t-il?)
    - George W. Davis, Paul Groesse, Henry Grace e Hugh Hunt - Una donna senza volto (Mister Buddwing)

  - Colore
    - Jack Martin Smith, Dale Hennesy, Walter M. Scott e Stuart A. Reiss - Viaggio allucinante (Fantastic Voyage)
    - Alexander Golitzen, George C. Webb, John McCarthy e John Austin - Gambit - Grande furto al Semiramis (Gambit)
    - Piero Gherardi - Giulietta degli spiriti
    - Hal Pereira, Arthur Lonergan, Robert Benton e James Payne - Il tramonto di un idolo (The Oscar)
    - Boris Leven, Walter M. Scott, John Sturtevant e William Kiernan - Quelli della San Pablo (The Sand Pebbles)
- 1968
  - John Truscott, Edward Carrere e John W. Brown - Camelot
  - Mario Chiari, Jack Martin Smith, Ed Graves, Walter M. Scott e Stuart A. Reiss - Il favoloso dottor Dolittle (Doctor Dolittle)
  - Robert Clatworthy e Frank Tuttle - Indovina chi viene a cena? (Guess Who's Coming to Dinner)
  - Renzo Mongiardino, John DeCuir, Elven Webb, Giuseppe Mariani, Dario Simoni e Luigi Gervasi - La bisbetica domata (The Taming of the Shrew)
  - Alexander Golitzen, George C. Webb e Howard Bristol - Millie (Thoroughly Modern Millie)
- 1969
  - John Box, Terence Marsh, Vernon Dixon e Ken Muggleston - Oliver!
  - George W. Davis e Edward Carfagno - L'uomo venuto dal Kremlino (The Shoes of the Fisherman)
  - Boris Leven, Walter M. Scott e Howard Bristol - Un giorno... di prima mattina (Star!)
  - Tony Masters, Harry Lange e Ernie Archer - 2001: Odissea nello spazio (2001: A Space Odyssey)
  - Mikhail Bogdanov, Gennady Myasnikov, G. Koshelev e V. Uvarov - Guerra e pace (Voyna i mir)

### 1970
- 1970
  - John DeCuir, Jack Martin Smith, Herman Blumenthal, Walter M. Scott, George Hopkins e Raphael Bretton - Hello, Dolly!
  - Maurice Carter, Lionel Couch e Patrick McLoughlin - Anna dei mille giorni (Anne of the Thousand Days)
  - Robert Boyle, George B. Chan, Edward Boyle e Carl Biddiscombe - Chicago Chicago (Gaily, Gaily)
  - Alexander Golitzen, George C. Webb e Jack D. Moore - Sweet Charity - Una ragazza che voleva essere amata (Sweet Charity)
  - Harry Horner e Frank McKelvy - Non si uccidono così anche i cavalli? (They Shoot Horses, Don't They?)
- 1971
  - Urie McCleary, Gil Parrondo, Antonio Mateos e Pierre-Louis Thevenet - Patton, generale d'acciaio (Patton)
  - Alexander Golitzen, E. Preston Ames, Jack D. Moore e Mickey S. Michaels - Airport
  - Tambi Larsen e Darrell Silvera - I cospiratori (The Molly Maguires)
  - Terry Marsh, Bob Cartwright e Pamela Cornell - La più bella storia di Dickens (Scrooge)
  - Jack Martin Smith, Yoshirō Muraki, Richard Day, Taizoh Kawashima, Walter M. Scott, Norman Rockett e Carl Biddiscombe - Tora! Tora! Tora!
- 1972
  - John Box, Ernest Archer, Jack Maxsted, Gil Parrondo e Vernon Dixon - Nicola e Alessandra (Nicholas and Alexandra)
  - Boris Leven, William Tuntke e Ruby Levitt - Andromeda (The Andromeda Strain)
  - John B. Mansbridge, Peter Ellenshaw, Emile Kuri e Hal Gausman - Pomi d'ottone e manici di scopa (Bedknobs and Broomsticks)
  - Robert Boyle, Michael Stringer e Peter Lamont - Il violinista sul tetto (Fiddler on the Roof)
  - Terence Marsh, Robert Cartwright e Peter Howitt - Maria Stuarda Regina di Scozia (Mary, Queen of Scots)
- 1973
  - Rolf Zehetbauer, Jurgen Kiebach e Herbert Strabel - Cabaret
  - Carl Anderson e Reg Allen - La signora del blues (Lady Sings the Blues)
  - William Creber e Raphael Bretton - L'avventura del Poseidon (The Poseidon Adventure)
  - John Box, Gil Parrondo e Robert W. Laing - In viaggio con la zia (Travels with My Aunt)
  - Geoffrey Drake, Don Ashton, John Graysmark, William Hutchinson e Peter James - Gli anni dell'avventura (Young Winston)
- 1974
  - Henry Bumstead e James Payne - La stangata (The Sting)
  - Bill Malley e Jerry Wunderlich - L'esorcista (The Exorcist)
  - Philip Jefferies e Robert de Vestel - Tom Sawyer (Tom Sawyer)
  - Lorenzo Mongiardino, Gianni Quaranta e Carmelo Patrono - Fratello sole sorella luna (Fratello sole, sorella luna)
  - Stephen Grimes e William Kiernan - Come eravamo (The Way We Were)
- 1975
  - Dean Tavoularis, Angelo Graham e George R. Nelson - Il padrino - Parte II (The Godfather: Part II)
  - Richard Sylbert, W. Stewart Campbell e Ruby Levitt - Chinatown
  - Peter Ellenshaw, John B. Mansbridge, Walter Tyler, Al Roelofs e Hal Gausman - L'isola sul tetto del mondo (The Island at the Top of the World)
  - Alexander Golitzen, E. Preston Ames e Frank McKelvy - Terremoto (Earthquake)
  - William Creber, Ward Preston e Raphael Bretton - L'inferno di cristallo (The Towering Inferno)
- 1976
  - Ken Adam, Roy Walker e Vernon Dixon - Barry Lyndon
  - Edward Carfagno e Frank McKelvy - Hindenburg (The Hindenburg)
  - Alexander Trauner, Tony Inglis e Peter James - L'uomo che volle farsi re (The Man Who Would Be King)
  - Richard Sylbert, W. Stewart Campbell e George Gaines - Shampoo
  - Albert Brenner e Marvin March - I ragazzi irresistibili (The Sunshine Boys)
- 1977
  - George Jenkins e George Gaines - Tutti gli uomini del Presidente (All the President's Men)
  - Gene Callahan, Jack Collis e Jerry Wunderlich - Gli ultimi fuochi (The Last Tycoon)
  - Dale Hennesy e Robert de Vestel - La fuga di Logan (Logan's Run)
  - Elliot Scott, Norman Reynolds e Peter Howitt - Sarah Bernhardt - La più grande attrice di tutti i tempi (The Incredible Sarah)
  - Robert F. Boyle e Arthur Jeph Parker - Il pistolero (The Shootist)
- 1978
  - John Barry, Norman Reynolds, Leslie Dilley e Roger Christian - Guerre stellari (Star Wars)
  - Albert Brenner e Marvin March - Due vite, una svolta (The Turning Point)
  - George C. Webb e Mickey S. Michaels - Airport '77
  - Joe Alves, Dan Lomino e Phil Abramson - Incontri ravvicinati del terzo tipo (Close Encounters of the Third Kind)
  - Ken Adam, Peter Lamont e Hugh Scaife - La spia che mi amava (The Spy Who Loved Me)
- 1979
  - Paul Sylbert, Edwin O'Donovan e George Gaines - Il paradiso può attendere (Heaven Can Wait)
  - Albert Brenner e Marvin March - California Suite
  - Dean Tavoularis, Angelo Graham, George R. Nelson e Bruce Kay - Pollice da scasso (The Brink's Job)
  - Tony Walton, Philip Rosenberg, Edward Stewart e Robert Drumheller - I'm Magic (The Wiz)
  - Mel Bourne e Daniel Robert - Interiors

### 1980
- 1980
  - Philip Rosenberg, Tony Walton, Gary Brink e Edward Stewart - All That Jazz - Lo spettacolo comincia (All That Jazz)
  - Michael Seymour, Les Dilley, Roger Christian e Ian Whittaker - Alien
  - Harold Michelson, Joe Jennings, Leon Harris, John Vallone e Linda DeScenna - Star Trek: Il film (Star Trek - The Motion Picture)
  - Dean Tavoularis, Angelo Graham e George R. Nelson - Apocalypse Now
  - George Jenkins e Arthur Jeph Parker - Sindrome cinese (The China Syndrome)
- 1981
  - Pierre Guffroy e Jack Stephens - Tess
  - John W. Corso e John M. Dwyer - La ragazza di Nashville (Coal Miner's Daughter)
  - Stuart Craig, Bob Cartwright e Hugh Scaife - The Elephant Man
  - Norman Reynolds, Leslie Dilley, Harry Lange, Alan Tomkins e Michael Ford - L'Impero colpisce ancora (The Empire Strikes Back)
  - Yoshirō Muraki - Kagemusha - L'ombra del guerriero (Kagemusha)
- 1982
  - Norman Reynolds, Leslie Dilley e Michael Ford - I predatori dell'arca perduta (Raiders of the Lost Ark)
  - Richard Sylbert e Michael Seirton - Reds
  - John Graysmark, Patrizia Von Brandenstein, Anthony Reading, George de Titta Sr., George de Titta Jr. e Peter Howitt - Ragtime
  - Assheton Gorton e Ann Mollo - La donna del tenente francese (The French Lieutenant's Woman)
  - Tambi Larsen e Jim Berkey - I cancelli del cielo (Heaven's Gate)
- 1983
  - Stuart Craig, Bob Laing e Michael Seirton - Gandhi
  - Franco Zeffirelli e Gianni Quaranta - La Traviata
  - Rodger Maus, Tim Hutchinson, William Craig Smith e Harry Cordwell - Victor Victoria
  - Lawrence G. Paull, David L. Snyder e Linda DeScenna - Blade Runner
  - Dale Hennesy e Marvin March - Annie
- 1984
  - Anna Asp - Fanny e Alexander
  - Norman Reynolds, Fred Hole, James Schoppe e Michael Ford - Il ritorno dello Jedi (Return of the Jedi)
  - Geoffrey Kirkland, Richard J. Lawrence, W. Stewart Campbell, Peter Romero, Pat Pending e George R. Nelson - Uomini veri (The Right Stuff)
  - Polly Platt, Harold Michelson, Tom Pedigo e Anthony Mondello - Voglia di tenerezza (Terms of Endearment)
  - Roy Walker, Leslie Tomkins e Tessa Davies - Yentl
- 1985
  - Patrizia von Brandenstein e Karel Černý - Amadeus
  - Richard Sylbert, George Gaines e Les Bloom - Cotton Club (The Cotton Club)
  - Angelo Graham, Mel Bourne, James J. Murakami, Speed Hopkins e Bruce Weintraub - Il migliore (The Natural)
  - John Box, Leslie Tomkins e Hugh Scaife - Passaggio in India (A Passage to India)
  - Albert Brenner e Rick Simpson - 2010 - L'anno del contatto (2010)
- 1986
  - Stephen Grimes e Josie MacAvin - La mia Africa (Out of Africa)
  - Norman Garwood e Maggie Gray - Brazil
  - J. Michael Riva, Robert W. Welch e Linda DeScenna - Il colore viola (The Color Purple)
  - Yoshirō Muraki e Shinobu Muraki - Ran
  - Stan Jolley e John Anderson - Witness - Il testimone (Witness)
- 1987
  - Gianni Quaranta, Brian Ackland-Snow, Brian Savegar e Elio Altamura - Camera con vista (A Room with a View)
  - Peter Lamont e Crispian Sallis - Aliens - Scontro finale (Aliens)
  - Boris Leven e Karen A. O'Hara - Il colore dei soldi (The Color of Money)
  - Stuart Wurtzel e Carol Joffe - Hannah e le sue sorelle (Hannah and Her Sisters)
  - Stuart Craig e Jack Stephens - Mission (The Mission)
- 1988
  - Ferdinando Scarfiotti, Bruno Cesari e Osvaldo Desideri - L'ultimo imperatore (The Last Emperor)
  - Anthony Pratt e Joan Wollard - anni quaranta (Hope and Glory)
  - Norman Reynolds e Harry Cordwell - L'impero del sole (Empire of the Sun)
  - Santo Loquasto, Carol Joffe, Les Bloom e George DeTitta jr. - Radio Days
  - Patrizia von Brandenstein, William A. Elliott e Hal Gausman - The Untouchables - Gli intoccabili (The Untouchables)
- 1989
  - Stuart Craig e Gerard James - Le relazioni pericolose (Dangerous Liaisons)
  - Albert Brenner e Garrett Lewis - Spiagge (Beaches)
  - Ida Random e Linda DeScenna - Rain Man - L'uomo della pioggia (Rain Man)
  - Elliot Scott e Peter Howitt - Chi ha incastrato Roger Rabbit (Who Framed Roger Rabbit)
  - Dean Tavoularis e Armin Ganz - Tucker - Un uomo e il suo sogno (Tucker: The Man and His Dream)

### 1990
- 1990
  - Anton Furst e Peter Young - Batman
  - Leslie Dilley e Anne Kuljian - The Abyss
  - Dante Ferretti e Francesca Lo Schiavo - Le avventure del barone di Munchausen (The Adventures of Baron Munchausen)
  - Norman Garwood e Garrett Lewis - Glory - Uomini di gloria (Glory)
  - Bruno Rubeo e Crispian Sallis - A spasso con Daisy (Driving Miss Daisy)
- 1991
  - Richard Sylbert e Rick Simpson - Dick Tracy
  - Jeffrey Beecroft e Lisa Dean - Balla coi lupi (Dances with Wolves)
  - Dante Ferretti e Francesca Lo Schiavo - Amleto (Hamlet)
  - Ezio Frigerio e Jacques Rouxel - Cyrano de Bergerac
  - Dean Tavoularis e Gary Fettis - Il padrino - Parte III (The Godfather: Part III)
- 1992
  - Dennis Gassner e Nancy Haigh - Bugsy
  - Dennis Gassner e Nancy Haigh - Barton Fink - È successo a Hollywood (Barton Fink)
  - Mel Bourne e Cindy Carr - La leggenda del re pescatore (The Fisher King)
  - Norman Garwood e Garrett Lewis - Hook - Capitan Uncino (Hook)
  - Paul Sylbert e Caryl Heller - Il principe delle maree (The Prince of Tides)
- 1993
  - Luciana Arrighi e lan Whittaker - Casa Howard (Howards End)
  - Henry Bumstead e Janice Blackie-Goodine - Gli spietati (Unforgiven)
  - Stuart Craig e Chris A. Butler - Charlot (Chaplin)
  - Thomas Sanders e Garrett Lewis - Dracula di Bram Stoker (Bram Stoker's Dracula)
  - Ferdinando Scarfiotti e Linda DeScenna - Toys - Giocattoli (Toys)
- 1994
  - Allan Starski e Ewa Braun - Schindler's List - La lista di Schindler
  - Ken Adam e Marvin March - La famiglia Addams 2 (Addams Family Values)
  - Luciana Arrighi e lan Whittaker - Quel che resta del giorno (The Remains of the Day)
  - Dante Ferretti e Robert J. Franco - L'età dell'innocenza (The Age of Innocence)
  - Ben van Os e Jan Roelfs - Orlando
- 1995
  - Ken Adam e Carolyn Scott - La pazzia di Re Giorgio (The Madness of King George)
  - Santo Loquasto e Susan Bode - Pallottole su Broadway (Bullets Over Broadway)
  - Rick Carter e Nancy Haigh - Forrest Gump
  - Dante Ferretti e Francesca Lo Schiavo - Intervista con il vampiro (Interview with the Vampire)
  - Lilly Kilvert e Dorree Cooper - Vento di passioni (Legends of the Fall)
- 1996
  - Eugenio Zanetti - Restoration - Il peccato e il castigo (Restoration)
  - Tony Burrough - Riccardo III (Richard III)
  - Michael Corenblith e Merideth Boswell - Apollo 13
  - Roger Ford e Kerrie Brown - Babe - Maialino coraggioso (Babe)
  - Bo Welch e Cheryl Carasik - La piccola principessa (A Little Princess)
- 1997
  - Stuart Craig e Stephenie McMillan - Il paziente inglese (The English Patient)
  - Bo Welch e Cheryl Carasik - Piume di struzzo (The Birdcage)
  - Brian Morris e Philippe Turlure - Evita
  - Tim Harvey - Hamlet
  - Catherine Martin e Brigitte Broch - Romeo + Giulietta di William Shakespeare (William Shakespeare's Romeo + Juliet)
- 1998
  - Peter Lamont - Titanic
  - Jan Roelfs - Gattaca - La porta dell'universo (Gattaca)
  - Dante Ferretti e Francesca Lo Schiavo - Kundun
  - Jeannine Oppewall - L.A. Confidential
  - Bo Welch - Men in Black
- 1999
  - Martin Childs e Jill Quertier - Shakespeare in Love
  - John Myhre e Peter Howitt - Elizabeth
  - Jeannine Oppewall e Jay Hart - Pleasantville
  - Tom Sanders e Lisa Dean Kavanaugh - Salvate il soldato Ryan (Saving Private Ryan)
  - Eugenio Zanetti e Cindy Carr - Al di là dei sogni (What Dreams May Come)

### 2000
- 2000
  - Rick Heinrichs e Peter Young - Il mistero di Sleepy Hollow (Sleepy Hollow)
  - Luciana Arrighi e Ian Whittaker - Anna and the King (Anna and the King)
  - David Gropman e Beth A. Rubino - Le regole della casa del sidro (The Cider House Rules)
  - Roy Walker e Bruno Cesari - Il talento di Mr. Ripley (The Talented Mr. Ripley)
  - Eve Stewart e John Bush - Topsy-Turvy - Sotto-sopra (Topsy-Turvy)
- 2001
  - Tim Yip - La tigre e il dragone (Wo hu cang long)
  - Michael Corenblith e Merideth Boswell - Il Grinch (How the Grinch Stole Christmas)
  - Arthur Max e Crispian Sallis - Il gladiatore (Gladiator)
  - Martin Childs e Jill Quertier - Quills - La penna dello scandalo (Quills)
  - Jean Rabasse e Françoise Benoit-Fresco - Vatel
- 2002
  - Catherine Martin e Brigitte Broch - Moulin Rouge!
  - Aline Bonetto e Marie-Laure Valla - Il favoloso mondo di Amélie (Le Fabuleux destin d'Amélie Poulain)
  - Stephen Altman e Anna Pinnock - Gosford Park
  - Stuart Craig e Stephenie McMillan - Harry Potter e la pietra filosofale (Harry Potter and the Philosopher's Stone)
  - Grant Major e Dan Hennah - Il Signore degli Anelli - La Compagnia dell'Anello (The Lord of the Rings: The Fellowship of the Ring)
- 2003
  - John Myhre e Gordon Sim - Chicago
  - Felipe Fernandez del Paso e Hania Robledo - Frida
  - Dante Ferretti e Francesca Lo Schiavo - Gangs of New York
  - Grant Major, Dan Hennah e Alan Lee - Il Signore degli Anelli - Le due torri (The Lord of the Rings: The Two Towers)
  - Dennis Gassner e Nancy Haigh - Era mio padre (Road to Perdition)
- 2004
  - Grant Major, Dan Hennah e Alan Lee - Il Signore degli Anelli - Il ritorno del re (The Lord of the Rings: The Return of the King)
  - Ben van Os e Cecile Heideman - La ragazza con l'orecchino di perla (Girl with a Pearl Earring)
  - Lilly Kilvert e Gretchen Rau - L'ultimo samurai (The Last Samurai)
  - William Sandell e Robert Gould - Master & Commander - Sfida ai confini del mare (Master and Commander: The Far Side of the World)
  - Jeannine Oppewall e Leslie Pope - Seabiscuit - Un mito senza tempo (Seabiscuit)
- 2005
  - Dante Ferretti e Francesca Lo Schiavo - The Aviator
  - Gemma Jackson e Trisha Edwards - Neverland - Un sogno per la vita (Finding Neverland)
  - Rick Heinrichs e Cheryl Carasik - Lemony Snicket - Una serie di sfortunati eventi (Lemony Snicket's a Series of Unfortunate Events)
  - Anthony Pratt e Celia Bobak - Il fantasma dell'Opera (The Phantom of the Opera)
  - Aline Bonetto - Una lunga domenica di passioni (Un long dimanche de fiançailles)
- 2006
  - John Myhre, Gretchen Rau - Memorie di una Geisha (Memoirs of a Geisha)
  - James D. Bissell, Jan Pascale - Good Night, and Good Luck.
  - Grant Major, Dan Hennah, Simon Bright - King Kong
  - Sarah Greenwood, Katie Spencer - Orgoglio e pregiudizio (Pride & Prejudice)
  - Stuart Craig, Stephenie McMillan - Harry Potter e il calice di fuoco (Harry Potter and the Goblet of Fire)
- 2007
  - Eugenio Caballero e Pilar Revuelta - Il labirinto del fauno (El laberinto del Fauno)
  - John Myhre e Nancy Haigh - Dreamgirls
  - Jeannine Oppewall, Gretchen Rau e Leslie E. Rollins - The Good Shepherd - L'ombra del potere (The Good Shepherd)
  - Rick Heinrichs e Cheryl Carasik - Pirati dei Caraibi - La maledizione del forziere fantasma (Pirates of the Caribbean: Dead Man's Chest)
  - Nathan Crowley e Julie Ochipinti - The Prestige
- 2008
  - Dante Ferretti e Francesca Lo Schiavo - Sweeney Todd - Il diabolico barbiere di Fleet Street (Sweeney Todd The Demon Barber of Fleet Street)
  - Arthur Max e Beth A. Rubino - American Gangster
  - Sarah Greenwood e Katie Spencer - Espiazione (Atonement)
  - Dennis Gassner e Anna Pinnock - La bussola d'oro (The Golden Compass)
  - Jack Fisk e Jim Erickson - Il petroliere (There Will Be Blood)
- 2009
  - Donald Graham Burt e Victor J. Zolfo - Il curioso caso di Benjamin Button (The Curious Case of Benjamin Button)
  - Nathan Crowley e Peter Lando - Il cavaliere oscuro (The Dark Knight)
  - James J. Murakami e Gary Fettis - Changeling
  - Michael Carlin e Rebecca Alleway - La duchessa (The Duchess)
  - Kristi Zea e Debra Schutt - Revolutionary Road

### 2010
- 2010
  - Rick Carter, Robert Stromberg e Kim Sinclair - Avatar
  - Dave Warren, Anastasia Masaro e Caroline Smith - Parnassus - L'uomo che voleva ingannare il diavolo (The Imaginarium of Doctor Parnassus)
  - John Myhre e Gordon Sim - Nine
  - Sarah Greenwood e Katie Spencer - Sherlock Holmes
  - Patrice Vermette e Maggie Grey - The Young Victoria
- 2011
  - Robert Stromberg e Karen O'Hara - Alice in Wonderland (Alice in Wonderland)
  - Stuart Craig e Stephenie McMillan - Harry Potter e i Doni della Morte - Parte 1 (Harry Potter and the Deathly Hallows: Part I)
  - Guy Hendrix Dyas, Larry Dias e Douglas A. Mowat - Inception (Inception)
  - Eve Stewart e Judy Farr - Il discorso del re (The King's Speech)
  - Jess Gonchor e Nancy Haigh - Il Grinta (True Grit)
- 2012
  - Dante Ferretti e Francesca Lo Schiavo - Hugo Cabret (Hugo)
  - Laurence Bennett e Robert Gould - The Artist
  - Stuart Craig e Stephenie McMillan - Harry Potter e i Doni della Morte - Parte 2 (Harry Potter and the Deathly Hallows: Part II)
  - Anne Seibel e Hélène Dubreuil - Midnight in Paris
  - Rick Carter e Lee Sandales - War Horse
- 2013
  - Rick Carter e Jim Erickson - Lincoln
  - Sarah Greenwood e Katie Spencer - Anna Karenina
  - Dan Hennah, Ra Vincent e Simon Bright - Lo Hobbit - Un viaggio inaspettato (The Hobbit: An Unexpected Journey)
  - Eve Stewart e Anna Lynch-Robinson - Les Misérables
  - David Gropman e Anna Pinnock - Vita di Pi (Life of Pi)
- 2014
  - Catherine Martin e Beverley Dunn - Il grande Gatsby (The Great Gatsby)
  - Judy Becker e Heather Loeffler - American Hustle - L'apparenza inganna (American Hustle)
  - Andy Nicholson, Rosie Goodwin e Joanne Woollard - Gravity 
  - K.K. Barrett e Gene Serdena - Lei (Her)
  - Adam Stockhausen e Alice Baker - 12 anni schiavo (12 years a slave)
- 2015
  - Adam Stockhausen - Grand Budapest Hotel (The Grand Budapest Hotel)
  - Maria Djurkovic - The Imitation Game
  - Nathan Crowley - Interstellar
  - Dennis Gassner - Into the Woods
  - Suzie Davies - Turner (Mr. Turner)
- 2016
  - Colin Gibson e Lisa Thompson - Mad Max: Fury Road
  - Rena DeAngelo, Bernhard Henrich e Adam Stockhausen - Il ponte delle spie (Bridge of Spies)
  - Michael Standish e Eve Stewart - The Danish Girl
  - Celia Bobak e Arthur Max - Sopravvissuto - The Martian (The Martian)
  - Jack Fisk e Hamish Purdy - Revenant - Redivivo (The Revenant)
- 2017
  - Sandy Reynolds-Wasco e David Wasco - La La Land
  - Patrice Vermette e Paul Hotte - Arrival
  - Stuart Craig e Anna Pinnock - Animali fantastici e dove trovarli (Fantastic Beasts and Where to Find Them)
  - Jess Gonchor e Nancy Haigh - Ave, Cesare! (Hail, Ceaser!)
  - Guy Hendrix Dyas e Gene Serdena - Passengers
- 2018
  - Paul D. Austerberry, Shane Vieau e Jeff Melvin – La forma dell'acqua - The Shape of Water (The Shape of Water)
  - Nathan Crowley e Gary Fettis – Dunkirk
  - Dennis Gassner e Alessandra Querzola – Blade Runner 2049
  - Sarah Greenwood e Katie Spencer – La bella e la bestia (Beauty and the Beast)
  - Sarah Greenwood e Katie Spencer – L'ora più buia (Darkest Hour)
- 2019
  - Hannah Beachler e Jay Hart – Black Panther
  - Fiona Crombie e Alice Felton – La favorita (The Favourite)
  - Nathan Crowley e Kathy Lucas – First Man - Il primo uomo (First Man)
  - John Myhre e Gordon Sim – Il ritorno di Mary Poppins (Mary Poppins Returns)
  - Eugenio Caballero e Barbara Enriquez – Roma

### 2020
- 2020
  - Barbara Ling e Nancy Haigh - C'era una volta a... Hollywood (Once Upon a Time... in Hollywood)
  - Dennis Gassner e Lee Sandales - 1917
  - Lee Ha-jun e Cho Won-woo - Parasite (Gisaengchung)
  - Bob Shaw e Regina Graves - The Irishman
  - Ra Vincent e Nora Sopková - Jojo Rabbit
- 2021
  - Donald Graham Burt e Jan Pascale - Mank
  - David Crank ed Elizabeth Keenan - Notizie dal mondo (News of the World)
  - Nathan Crowley e Kathy Lucas - Tenet
  - Peter Francis e Cathy Featherstone - The Father - Nulla è come sembra (The Father)
  - Mark Ricker, Karen O'Hara e Diana Stoughton - Ma Rainey's Black Bottom
- 2022
  - Patrice Vermette e Zsuzsanna Sipos - Dune (Dune: Part One)
  - Tamara Deverell e Shane Vieau - La fiera delle illusioni - Nightmare Alley (Nightmare Alley)
  - Grant Major e Amber Richards - Il potere del cane (The Power of the Dog)
  - Stefan Dechant e Nancy Haigh - Macbeth (The Tragedy of Macbeth)
  - Adam Stockhausen e Rena DeAngelo - West Side Story
- 2023
  - Christian M. Goldbeck ed Ernestine Hipper - Niente di nuovo sul fronte occidentale (Im Westen nichts Neues)
  - Dylan Cole, Ben Procter e Vanessa Cole - Avatar - La via dell'acqua (Avatar: The Way of Water)
  - Florencia Martin e Anthony Carlino - Babylon
  - Catherine Martin, Karen Murphy e Bev Dunn - Elvis
  - Rick Carter e Karen O'Hara - The Fabelmans
- 2024
  - James Price, Shona Heath e Zsuzsa Mihalek - Povere creature! (Poor Things)
  - Sarah Greenwood e Katie Spencer - Barbie
  - Jack Fisk e Adam Willis - Killers of the Flower Moon
  - Arthur Max e Elli Griff - Napoleon
  - Ruth De Jong e Claire Kaufman - Oppenheimer
- 2025
  - Nathan Crowley (scenografia) e Lee Sandales (arredamento) – Wicked
  - Judy Becker (scenografia) e Patricia Cuccia (arredamento) – The Brutalist
  - Suzie Davies (scenografia) e Cynthia Sleiter (arredamento) – Conclave
  - Craig Lathrop (scenografia) e Beatrice Brentnerová (arredamento) – Nosferatu
  - Patrice Vermette (scenografia) e Shane Vieau (arredamento) – Dune - Parte due (Dune: Part Two)